# A Warhammer 40 000-univerzum története
A Games Workshop gazdag hátteret nyújt a Warhammer 40 000 univerzumában játszódó játékához. A játék minden egyes modellje a képzeletbeli háttérhez lett igazítva, majd időnként megújítva, de jó néhányszor már az is előfordult, hogy egy-egy modell többé már nem volt használható a szabályok adta keretek között. A következő cikk a jelenlegi háttértörténetet mutatja be és azon eseményekre hivatkozik, melyek a Warhammer 40 000 univerzumában történtek.
Minden dátum a Birodalmi Dátumrendszer szabályai szerint van megadva, melyben a dátumok megadása olyan 3 számjeggyel történik, melyek az évszám utolsó 3 számjegyét jelentik, és aztán jön az ezres. Például 345.M31 a 30345. évet jelenti.

## A történelem előtti idők
Az ebben az időszakban történt események a Warhammer 40. évezrede előtt több milliónyi évvel zajlottak , és a mostani történésekhez adnak összefüggéseket. A történelem előtti idők krónikája nagy vonalakban íródott, sok minden rejtélyes, ezzel is kiemelve a „múlt időt”, és megkülönböztetve a „most”-tól.

### Az Öregek
Ez egy hihetetlenül ősi faj, a többi ismert faj előtti időkre datálva. Úgy tartják, hogy 60 millió évvel ezelőtt hihetetlenül fejlett faj lévén ők voltak a szülőatyjai a későbbi fajoknak, de legalábbis egyengették azok kezdeti lépéseit. Egyetlen kivétel az emberi faj volt, melyhez nem nyúltak (habár van néhány elmélet, mely szerint az embereket is ők hozták létre, és miután az Öregeket legyőzték a necronok és a C’tanok az emberiség már a maga útját járta). Az Öregek a Warhammer Fantasy világával is kapcsolatban vannak (egészen pontosan a Lizardmenekkel), de a kapcsolatuk nem tisztázott.

### Háború a Mennyekben
Ez a háború a múlt egy olyan eseménye, mely az Öregek és a C’tanok (elképzelhetetlenül hatalmas, éteri lények, melyek csupán az anyagi univerzumban léteznek – eltérően a többi lénytől, melyek mind a valós, mind a hipertérben jelen vannak valamilyen formában) között zajlott. Ez a konfliktus a W40k univerzumban az elda fajhoz kapcsolódik, része mítoszaiknak és legendáiknak, melyek azonban a többi faj számára ismeretlenek. A háború az Öregek vereségével zárult, azonban a C’tanok és a necronok sztázisba helyezték magukat, miután az Igázók teljesen kipusztították azon alantas fajokat, melyek a C’tanok elsődleges élelemforrásainak számítottak.

## Ősi történelem
A történelem azon korszaka, melyben az emberiség felemelkedett, az időszámításunk előtti harmadik évezredtől egészen a Császárig, illetve az Aranykor végéig.

### Az emberiség felemelkedése - Terra Kora
Ez az időszak nagyjából az első évezred kezdetén, Názáreti Jézus születésével kezdődött (annak ellenére hogy a Birodalom idejére kereszténység, az összes régi vallással együtt teljesen megsemmisült) és a 15. évezredig tartott, emellett a 40k univerzumában teljesen tisztázatlan. Ekkor születtek meg Khorne, Tzeentch és Nurgle Káoszistenek. Ekkor a Császár (akiről egyes legendák úgy tartják hogy 8.000 évvel időszámitásunk előtt született, valahol Anatólia területén) ősi bölcsességét és pszichikus erejét felhasználva az emberiséget egy gyümölcsöző irányba vezette, miközben ő a háttérben maradt, szükség esetére.

#### Kivándorlás a csillagok közé
Kevéssé ismert időszak, melyben az emberiség először próbálkozott kijutni a mindenségbe, és az első emberi kolóniák is ekkor születtek. A Naprendszert elhagyva a terjeszkedés fájdalmasan lelassult; a fénysebeség alatti hosszú csillagközi utazásokon egész generációk éltek és haltak.

#### A Technológia Sötét Kora
A hiperhajtómű, illetve a mutáns navigátorok alkalmazásával az emberiség már hihetetlen mértékben terjeszkedni kezdett. A felfedezés ezen korszaka új gazdagságot, és arroganciát hozott; így indult a Technológia Kora. A korszak történelme eléggé titokzatos, de amit tudni lehet róla (főként Cripias műveiből), hogy egy magát Aranyembereknek nevező csoport a Kőemberekre támaszkodva egy hihetetlenül virágzó társadalmat hozott létre, azonban minden vallásosság és kegyelet nélkül. Úgy mondják, a Kőemberek létrehoztak egy harmadik csoportot is, a Vasembereket, melyeket androidoknak neveztek és melyek igazi mesterséges intelligenciával bírtak, hogy segítsenek nekik. A Vasemberek aztán irányíthatatlanná váltak, és egy mindent elpusztító konfliktus robbant ki, melynek eredménye egy technológiai visszaesés volt. Úgy tartják, hogy az emberek és androidok közti háború elképzelhetetlenül pusztító volt, melynek hatásaként még tízezer évvel később is tiltott a mesterséges intelligencia, vagy ahogy hívják, undorkeltő intelligencia (abhorrent intelligence) használata.
A psykerek megjelenése volt a korszak vége.

### A Viszályok Kora (M26-M30)
A Technológia Sötét Kora alatt az emberiség eljutott fejlődése csúcsára. A Standard Sablon Konstrukció (STC) kifejlesztése az emberiség addig soha nem látott terjeszkedéséhez vezetett a galaxisban. Míg az emberiség ez idő alatt az univerzumban terjeszkedett, az eldák ősi faja hanyatlásnak indult. A hiperfejlett elda társadalom dekadenciába és az élet habzsolásába feledkezett bele. Az elda civilizáció lelki degradálódása a hipertérben egy új káoszistenség képében öltött testet, mely hatalmas zavarokat okozott a hipertérben. A galaxist hipertéri viharok szabdalták darabokra, az utazás és kommunikáció lehetetlenné vált, így nagyon sok emberi világ szakadt le a Birodalomról, beleértve Terrát is. A Viszályok Kora következett, melynek során az emberiség megőrült, megszállottá vált, anarchiába és háborúkba süllyedt. A technológia aranykorának pusztító fegyverei egész emberi világokat töröltek el, és változtattak sugárzó pusztasággá, úgy mint például a Baal Secundust. Sok elszigetelt és sebezhető emberi kolónia vált ellenséges fajok, mint például az orkok prédájává. Terrát és a naprendszert iszonyatos hipertéri viharok szigetelték el több ezer évre. A 28. évezredre a terrai civilizáció minden nyoma eltűnt, helyette techno-barbárok harcoltak az ősi kultúra romjain.

### A Császár felemelkedése
A Viszályok Korának vége felé a Császár terrai hadúrként emelkedett föl. Genetikailag módosított harcosokat alkalmazva egyesítette a Föld egymással viaskodó frakcióit, majd a galaxis visszahódítására kezdett terveket kovácsolni. Később ezek a harcosok lettek az első Űrgárdisták. Ebben az időszakban hívták életre a primarchákat, akik aztán eltűntek.

### Az eldák bukása (M30)
Az elda civilizáció hanyatlásával a hipertérben egy új erő formálódott. Valamikor a 30. évezredben ez az entitás tudatára tért, és a Káosz pantheon negyedik istenségévé vált Slaanesh néven. Születése az egész elda birodalmat a Káosz peremére taszította, és létrehozta az Iszonyat Szemeként ismert kaput, melyben a valós és a hipertér egymásba ér. Slaanesh születésével a hiperviharok elültek, és megindulhatott a Nagy Kereszteshadjárat.

### A Nagy Kereszteshadjárat (M30-M31)
Az újjáépítés és újraegyesítés kora, mely a Viszályok Korának végével jöhetett el. Az emberi világokat elválasztó hiperviharok megszűntek és a Császár készen állt űrgárdistái és birodalmi hadserege élén visszahódítani a galaxist. A Császár és a marsi Mechanicum szövetséget kötött, így a birodalmi erők már fejlettebb felszerelésekhez is hozzáférhettek, csatahajókhoz és titánokhoz, és megindulhatott a terjeszkedés a Naprendszeren kívülre. A feltételek tehát adottak voltak a kivándorlás során benépesült bolygók visszaszerzésére.
Eleinte a Császár seregei még kicsik voltak, és a Hadjárat lassan haladt. De minden egyes hódítással a Hadjárat egyre nagyobb lendületre tett szert, ahogy új harcosok csatlakoztak a küzdelemhez. A primarchák is előkerültek, mindegyikük alá rendeltek egyet a húsz űrgárdista légióból. A primarchák segítségével a Nagy Kereszteshadjárat átsöpört az egész galaxison. Az emberi világok felszabadultak az idegen elnyomás alól, a Káosz erői pedig visszaszorultak a Hipertérbe.
Az ullanori hadjárat után a Császár kihirdette, hogy visszatér Terrára, terve új fázisának megvalósítására, és kinevezte Hóruszt legfőbb hadúrrá, vagyis lényegében az összes császári hadsereg parancsnokává. A Birodalom a Hórusz Eretnekségig egyre csak tágult.

### A Hórusz Eretnekség (M31)
Hóruszt hatalmába kerítette a Káosz és belülről támadt a Birodalomra. Hórusz árulása a Birodalom felét megfertőzte, kisebb bolygóvédelmi erőktől kezdve egészen kilenc űrgárdista légióig, illetve néhány titán légiót is beleértve. A polgárháború végül Terrán, a Császár palotájának ostromában csúcsosodott ki. 55 napos harc után a háború Hórusz és a Császár párviadalával fejeződött be Hórusz zászlóshajójának fedélzetén. Bár ő maga halálosan megsebesült, a Császár le tudta győzni Hóruszt. A Káosz Légiók visszavonultak az Iszonyat Szemébe, és a Császár összetört testét az Aranytrónusba zárták.

## Modern történelem

### A Birodalom Kora (M31-M41)
Ez a korszak ad hátteret a legtöbb irodalmi műnek, mely a 40k világában játszódik, és ezt a korszakot tartják a jelennek. A 31. évezreddel kezdődik és folytatódik, ahogy a Games Workshop egyre újabb kiegészítőket jelentet meg a játékhoz. A Birodalom Kora az Eretnekségtől egészen a jelenig terjed, mintegy tízezer évet fogva át.
Alkalmi történelmi események mind-mind a mostani események előtt játszódnak, de már jóval az Eretnekség után. Ezen időszak alatt a szervezeti felépítés, a kulturális dolgok egyáltalán nem változtak.
Az 5. kiadás megjelenésével állítólag a Birodalom hanyatlásnak indul.

#### A Birodalom születése (M31)
A Hórusz Eretnekség után a Birodalom azonnali reformokon és szervezeti változásokon ment keresztül, hogy a jövőbeni katasztrófák esélye minimális legyen. A császár hiányában a hatalom Terra Főuraira szállt, és a Birodalomi Hadsereget felosztották a Birodalmi Gárdára és Birodalmi Flottára. A Császár hátrahagyott instrukciói alapján megkezdődött az Inkvizíció megszervezése. Roboute Guilliman elvei alapján az űrgárdisták szervezete is változásokon ment keresztül. A legnagyobb változtatás, hogy a légiókat felszabdalták kisebb, ezer ember méretű rendházakra. Azóta a Birodalom felépítése nem változott.

#### A Megtagadás Kora (M36)
Újabb polgárháború korszaka, melyet a Hórusz Eretnekség utáni legvéresebb időszakként emlegetnek. Egy őrült zsarnok, Goge Vandire megvesztegetéssel, fenyegetéssel és gyilkossággal Egyházfő és Terrai Főúr lett. Ahogy Vandire egyre nagyobb hatalomra tört, vallásháborúk sokasága tört ki, mely időszakot a Vér Uralma néven jegyzi a történelem.
A Vér Uralma 70 évig tartott. Dimmamar világán, egy Sebastian Thor nevű ember és szektája, a Fény Szövetsége Vandire-t árulónak nyilvánította. Képzett szónokként Thor milliókat tudott maga mellé állítani.
Végül Vandire-t Terrán több Űrgárdista rendház és néhány lojális Birodalmi Gárdista ezred ostromolta meg. Az űrgárdista flotta masszív bombázást végzett, mely az árulok többségét a szabadban találta. Vandire-t a testőrei, a Császár Menyasszonyai ölték meg. Ezután az egyházi hatalom átalakult, és a Császár Menyasszonyaiból alakult meg a csatanővérek rendje, az egyház fegyveres szárnya, mely erős szálakkal kötődik az Ordo Hereticus-hoz.

#### A Fekete Kereszteshadjáratok (M31-M41)
Fekete Kereszteshadjárat névvel illetik a Káosz Űrgárdisták rajtaütéseit a Birodalmi szektorokban. A legnagyobbakat a Fekete Légió hadura, Abaddon a Fosztogató vezeti.

##### A 12. Hadjárat
Gótikus Háború a mindennapi elnevezése annak a Fekete Hadjáratnak, melyet Abaddon indított, és mely tartott 139-160.M41 között. A konfliktus gyakorlatilag az egész Gótikus szektorra kiterjedt. A 21 éves háború milliónyi áldozattal járt, legalább egy Birodalmi világot teljesen eltöröltek, rengeteg hajó pusztult el, és több fontos személyiség halt vagy nyomorodott meg. De a legfontosabb, hogy a Gótikus Háború eseményei felfedték azon idegen eredetű tárgyaknak a természetét, melyeket a Birodalom csak a Feketekő Erődítményekként emlegetett. Ebben az időszakban játszódik a Battlefleet Gothic játék.

##### A 13. Hadjárat
Ez a legutóbbi Fekete Hadjárat, melyet szintén Abaddon vezetett a Birodalom ellen, és melyen a Games Workshop 2003 nyári hadjárata alapult. A játék minden játszható faja részt vett a hadjáratban, még a tauk is, melyek a sztori szerint kihasználva a Birodalmi átcsoportosításokat elindították birodalmuk újabb hadjáratát, mely a Harmadik Kör elnevezést kapta. A háború megintcsak hatalmas áldozatokat hozott mind a Birodalom, mind az idegenek oldalán. Eldrad Ulthran is meghalt miközben egy olyan Feketekő Erődítményt próbált visszaszerezni, mely pusztító hatással volt az űrre. Végül a Káosz erőit sarokba szorították az Obscuras, a Solar, a Gothic és a Pacificus flották.

## Napjaink
Azon események, melyek a W40k univerzumában történnek, leginkább a 41. évezredben. Ezen események gyakran szolgálnak alapul nyári hadjáratokhoz, mely hadjáratok eredménye befolyásolja a hadjárat után kiadott háttéranyagok irányát.

### A Tau Birodalom felemelkedése (M37-M41)
A késő 37. évezredben a Tau fajt egyesítette a „Nagyobb Jó” elmélete, majd gyors technikai fejlődés után nagyarányú kolonizációs törekvésekbe fogtak. A Birodalom csupán a 41. évezredben találkozott velük, ezért a két birodalom közti konfliktusok száma elenyésző a számtalan egyéb fajokkal vívott háborúkhoz képest.
A Tau terjeszkedés több idegen fajt magába olvasztott, mint például a Krootokat és a Vespideket. A játékban ezek a Tau szövetségesei.

### A Necron feltámadás
A késő 41. évezredben a szunnyadó Necronok felébredtek, hogy folytassák a galaxisban élő fajok learatását uraik, a C’tanok számára. A Necron ébredés miértje talány, több elmélet is létezik, például a Hipertérre vetülő Tyranida árnyék, vagy az Adeptus Mechanicus egy felfedezőflottája háborgathatta őket.

### A Tyranida háborúk (745-999.M41)
Ez a gyűjtőneve a Tyranida invázió kiváltotta konfliktusoknak. Három fő Kaptárflottát regisztráltak eddig, a Behemoth, Kraken és Leviathan flottákat.

### Folyamatban
2007 márciusától a Games Workshop a Birodalom sorsának alakulását továbbra is időszakos hadjáratokkal kívánja megszabni, most éppen nincs folyamatban hadjárat.
2009-ben a Games Workshop kiadta az "Apocalipse" névre hallgató kiegészítőt. Ez lehetővé teszi a játékos számára, hogy nagyobb seregeket vigyen harcba. Ezekben elhelyezehet legendás hősöket (Pl.: Lord Abbadon), vagy kombinálja seregeit. Egy űrgárdista sereg például összeállhat a Taukkal vagy a Birodalmi Gárdával. A Nekronok és a Tyrannidák nem szövetkezhetnek senkivel.
2009 óta több a Horusz Eretnekséget feldolgozó szenárió is napvilágot látott. Az legutóbbi idén (2016-ban).